# Richard Lindner
Richard Lindner (Hamburg, 1 de novembre de 1901 – Nova York, 16 d'abril de 1978) va ser un pintor del pop art, d'origen alemany i nacionalitzat nord-americà. Lindner va marcar un punt i a part en el pop art nord-americà, pel seu origen europeu i la seva manera d'enriquir el pop amb trets del cubisme i de l'expressionisme alemany.

## Vida i obra
Va néixer a Hamburg, de mare americana. Va estudiar en l'Escola d'Arts Aplicades de Nuremberg, i entre 1924 i 1927 en l'Acadèmia de Belles Arts de Múnic. Va treballar com a director artístic de l'editorial Knorr & Hirth, i després de l'ascens nazi al poder (1933) es va traslladar a París.
El 1941, eludint la Segona Guerra Mundial, va volar a Nova York, i va adquirir la nacionalitat americana el 1948. En els seus primers anys als Estats Units, Lindner va seguir treballant com a il·lustrador de llibres i revistes com Vogue, Vanity Fair o Fortune.
El 1950, a edat madura, va començar a dedicar-se enterament a la pintura. La seva primera mostra individual es va celebrar el 1954 en la Betty Parsons Gallery de Nova York.
El seu estil més personal va quedar definit en la dècada del 1960, i d'ell hi ha un exemple en el Museu Thyssen-Bornemisza de Madrid: Lluna sobre Alabama (1963).
El llenç amb el qual feia parella va quedar en mans de la família Thyssen i s'ha exposat temporalment en el museu. La Col·lecció Carmen Thyssen-Bornemisza inclou una obra seva, distinta. Lindner està també representat en l'IVAM de València.

## Obra
Lindner encaixa, en línies generals, en el pop art: temes urbans, recursos de l'art comercial i de la publicitat, colors plans… Però les seves imatges tenen connotacions més inquietants que connecten amb l'expressionisme alemany de principis del segle xx, i els seus contorns i les formes fragmentades recorden al cubisme. En certa manera, Lindner es considera un precedent de l'obra de Valerio Adami.
En el seu art és recurrent la presència femenina, singular pel seu to amenaçador, circumstància que l'artista considerava accidental. Les seves dones són sempre rotundes, de volums fragmentats sota influència del cubisme, i semblen robots. La seva sexualitat resulta imponent: pits, natges i llavis exagerats. Moltes vegades, les mirades dels personatges estan ocultes per ulleres o antifaços.
L'obra gràfica de Lindner, serigrafia i litografia en general en formats mitjans o grans, és bastant àmplia i es cotitza a alts preus en el mercat.

## Curiositats
En els anys 1970, el Metropolitan Opera House li va encarregar un cartell per a l'òpera El cavaller de la rosa de Richard Strauss.